# Maciej Nawrocki
Maciej Nawrocki (ur. 23 grudnia 1984 w Warszawie) – polski aktor filmowy, telewizyjny, teatralny i dubbingowy. W teatrze zadebiutował w 2010 roku na scenie Teatru Dramatycznego imienia Gustawa Holoubka w Warszawie w spektaklu Bańka mydlana Eytan Foxa i Gala Uchovskiego w reżyserii Andrzeja Pakuły. Rok później ukończył Państwową Wyższą Szkołę Teatralną w Krakowie. Od 2014 roku jest związany z warszawskim Klubem Komediowym.

## Wybrana filmografia

### Filmy
- 2023: Przysięga Ireny – Rokita
- 2020: Banksterzy – Tom Malinowski, przyjaciel Mateusza
- 2014: Hardkor Disko
- 2014: Portret – Szymon
- 2014: Fotograf – Jura Kławdijew
- 2011: Sala samobójców – ziomek
- 2010: Mała matura 1947 – Stefan Motycz
- 2009: Operacja „Dunaj” – Jasiu Jamroży
- 2009: Wszystko, co kocham – żołnierz

### Seriale
- 2013: Prawo Agaty – Rafał Szewczyk (odc. 49)
- 2012: Na krawędzi – diler narkotyków
- 2012: Szpiedzy w Warszawie – steward w pociągu
- 2011: Komisarz Alex – Maciej Wyszyński
- 2010: Ludzie Chudego – Jimmy
- 2010: 1920. Wojna i miłość – Teofil Olszyński
- 2010: Ratownicy – policjant
- 2009, 2011: Ojciec Mateusz – Szymon (odc. 15), Łukasz Dąbek (odc. 77)
- 2005: Kryminalni – Robert „Sienia” Sieniawski (odc. 27)

### Polski dubbing
- 2019: Days Gone (gra komputerowa) – Skizzo
- 2019: BoJack Horseman – Todd Chavez
- 2017: Kapitan Majtas: Pierwszy wielki film – Melvin
- 2015: Fantastyczna Czwórka – Reed Richards
- 2025: Death Stranding 2 On the Beach (gra komputerowa) - DOLLMAN